# 南部利敬
南部 利敬（なんぶ としたか）は、江戸時代中期から後期にかけての大名。陸奥国盛岡藩の第10代藩主。官位は従四位下・侍従。

## 経歴
天明2年9月29日（1782年11月4日）、第9代藩主・南部利正の次男として誕生した。
天明4年（1784年）7月17日、父の死去により家督を相続した。当時わずか2歳であり、改易や減俸を恐れたためか、幕府には安永8年（1779年）生まれとして公年を届け出ている。寛政7年（1795年）2月15日、11代将軍・徳川家斉に御目見する。同年4月13日、初めてお国入りするために暇を請い許される。藩政初期は大いに荒れており、先々代の飢饉の影響と、この時期に起きた天明の大飢饉によって領内で多数の死者が出ていた。
寛政8年（1796年）12月19日、従五位下・大膳大夫に叙任する。文化元年12月18日（1805年）、従四位下に昇進する。文化5年12月18日（1809年）、侍従に任官する。また、蝦夷警護の功績により盛岡藩は10万石から20万石に昇格した。なお、同年に司法機関にあたる評定所を設置し、法典の『文化律』を制定する。文化14年（1817年）には南部藩を盛岡藩に改称する。
文政元年（1818年）に重臣の八戸弥六郎、中野筑後、北九兵衛、南彦八郎、東勘解由に南部姓を称するのを許可し、同2年（1819年）には一族で旗本寄合席の南部信鄰に内分高を与えて（内分分知）大名にし、七戸藩として立藩させる。
利敬は親政後は、重臣よりも大小役人を多く登用したため、門閥重臣層が不満を持つようになる。文政3年（1820年）に死去した。嗣子がなかったため、文化10年（1813年）に養嗣子にしていた利用（南部信丞の長男）が跡を継ぐと、門閥重臣層の巻き返しが行われた。

## 系譜
- 父：南部利正（1751年 - 1784年）
- 母：於懇の方、凉雲院 - 田中氏
- 正室：光樹院 - 浅野重晟の娘
- 養子
  - 男子：南部利用（吉次郎）（1808年 - 1821年） - 南部信丞の長男
    - 死後に南部信浄の三男南部善太郎（1803年 - 1825年）が内密で身代わりとなり利用を名乗った。

  - 女子：雅子 - 南部利済正室、松平輝延の娘

## 主要家臣
文化14年の江戸武鑑で見られる主要家臣は以下のとおり。
【世襲家老】
八戸弥六郎、中野筑後、北監物
【その他の家老他】
東勘解由、新渡戸丹波、毛馬内蔵人、八戸淡路、藤枝宮内、楢山大和、南彦八郎、桜庭兵庫、下田将監、奥瀬内記、毛馬内近江、野田豊後
【用人】
切田辺、勝木藤蔵、黒川司、佐藤靱負、白石環、玉山直人、安宅登、長山蔵太
【城使】
加島舎（定府）、加島七五郎（定府）
【添役】
梅内忠次郎